# Colipa
Colipa es un pueblo del estado mexicano de Veracruz. Es cabecera del municipio de Colipa.

## Demografía
| Censo | Población |
| ----- | --------- |
| 1900  | 626       |
| 1910  | 706       |
| 1921  | 927       |
| 1930  | 1 158     |
| 1940  | 1 262     |
| 1950  | 1 655     |
| 1960  | 1 870     |
| 1970  | 2 179     |
| 1980  | 2 684     |
| 1990  | 2 571     |
| 1995  | 2 724     |
| 2000  | 2 586     |
| 2005  | 2 537     |
| 2010  | 2 489     |
| 2020  | 2 482     |